# A Price for Folly
A Price for Folly è un film muto del 1915 diretto da George D. Baker.

## Trama
Il vecchio e malato duca de Segni ha scoperto dai giornali che il figlio Jean, un giovane e scapestrato gaudente, ha perso una fortuna al gioco e con le donne. In un confronto con il figlio, cerca di metterlo in riga, ma Jean non pare molto propenso a seguire le direttive del padre. Anzi, accetta l'invito a un ricevimento di Dorothea Jardeau, la sua ultima fiamma, una ballerina che è concupita anche da Landon, un suo maturo compagno di gozzoviglie. Dopo una bevuta al club, Jean torna a casa a dormire.
Al ricevimento, Dorothea lascia Jean, preferendogli Landon. Il giovane, allora, decide di tornare a casa ma qui lo aspetta la tragedia: trova la madre morta, uccisa dal duca che, gravemente ammalato, ha voluto in questo modo impedire che la moglie conoscesse le malefatte del figlio, da lei idolatrato. Ormai in punto di morte, il duca confessa il proprio delitto: Landon, convinto che si sia preso la colpa al posto del figlio, accusa Jean dell'omicidio della madre. Ormai senza amici, abbandonato da tutti, Jean - che ha sfidato Landon a duello - perde volutamente, in preda al rimorso per la morte dei genitori, facendosi uccidere.
A questo punto, Jean si risveglia: scopre che è stato tutto un sogno e quando Dorothea lo chiama per la festa, lui dapprima è propenso a recarvisi, poi, però, decide di rifiutare per restare con i genitori, che abbraccia con affetto.

## Produzione
Il film fu prodotto dalla Vitagraph Company of America da un soggetto di George P. Dillenback che, in origine, era parte di un suo lavoro teatrale.

## Distribuzione
Il copyright del film, richiesto dalla The Vitagraph Co. of America, fu registrato il 2 giugno 1915 con il numero LP5440. Distribuito dalla V-L-S-E, il film uscì nelle sale cinematografiche statunitensi il 13 dicembre 1915 dopo essere stato presentato in prima al Vitagraph Theatre di New York.